# Lars Lindstrand
Lars Ove Tage Lindstrand, född 14 mars 1927 i Skövde församling i dåvarande Skaraborgs län, död 6 mars 2019 i Stockholm, var en svensk lärare, näringslivsperson och läromedelsförfattare.
Lars Lindstrand var son till frisörmästaren Tage Lindstrand och Doris, ogift Bohman. Efter akademiska studier avlade han folkskollärarexamen, blev filosofie kandidat och filosofie magister samt bedrev licentiatstudier i pedagogik. Han diplomerades också från Ericastiftelsen. Lindstrand var folkskollärare i Mariestad 1948–1949, i Stockholm 1949–1952, skolpsykolog i Sundbyberg 1953–1956, ämneslärare och adjunkt i Stockholm 1956–1968 samt lektor och utbildningsledare vid Högskolan för lärarutbildning i Stockholm 1969–1986.
Lindstrand hade också en rad förtroendeuppdrag. Han var vice ordförande i Sveriges Aktiesparares Riksförbund 1970–1973 och dess ordförande 1973–1977. Han var styrelseledamot i Stockholms fondbörs 1974–1977, World Federation of Investment Clubs 1973–1977, styrelseordförande i EA-koncernen 1977–1989, Almus invest AB från 1973, Medicentive AB 1979–1995, Svelab Instrument AB 1981–1994 och i Calab-koncernen 1987–1991. Han var författare till ett 25-tal läroböcker, skrev manus till undervisningsfilmer och bildband, tidnings- och debattartiklar.
Lars Lindstrand var från 1953 gift med specialläraren Kerstin Parkner (1926–2006), dotter till folkskolläraren Gunnar Parkner och Karin, ogift Larsson.